# Digital Public Library of America

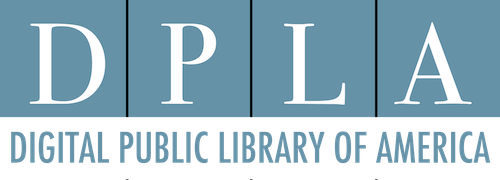
Logo de la Digital Public Library of America

La Digital Public Library of America (DPLA) est une bibliothèque numérique américaine dont l'accès est gratuit pour tous les citoyens du monde entier. Ce projet, lancé en 2010 par le Berkman Center for Internet & Society de l'université Harvard, avec le soutien de la Alfred P. Sloan Foundation, s'est concrétisé avec l'ouverture de la bibliothèque le 18 avril 2013.

## Histoire
La DPLA est imaginée par Robert Darnton, directeur des bibliothèques de Harvard, comme une réponse à Google Livres - tout en conservant le modèle américain de la Public library, au service de tous et sans but lucratif.
En octobre 2010, quarante représentants de fondations, institutions de recherche, institutions culturelles et bibliothèques se rencontrent au Radcliffe Institute for Advanced Study. Un groupe de travail se rencontre en décembre 2010 au Berkman Center for Internet & Society, composé de bibliothécaires, informaticiens, juristes, spécialistes des questions d'éducation : un travail de deux ans est conçu (lancé en octobre 2011) au terme duquel une feuille de route précise sera remise, en même temps qu'un prototype du site avec le premier contenu.
Le comité de pilotage a remis une concept note en mars 2012.

## Valeurs
Avant même de commencer le travail, la DPLA a mis en avant des valeurs de fond qui seront suivies
- Développement : si possible, du code libre déjà disponible sera réutilisé. Quand la DPLA fera ses propres développement, son code sera libre et répondra aux standards ouverts. Il sera possible à quiconque de forker ou de réutiliser ce code pour toute utilisation, sans aucune discrimination[4].
- Métadonnées : la DPLA veut prendre part à un mouvement global de données liées et interopérables. Toutes les données produites seront placées dans le domaine public et seront donc réutilisables par tous[4]
- Contenu : la DPLA proposera des documents écrits numérisés, ainsi que des contenus multimédia. Seront d'abord proposées des œuvres du domaine public numérisées par d'autres puis numériseront des œuvres épuisées ou orphelines. Le DPLA ne réclamera aucun droit particulier sur ces contenus ni sur leurs conditions de réutilisation[4].
- Service : Le rôle de la DPLA est de permettre l'accès et le partage. Tous les services créés par la DPLA seront partageables et réutilisables[4].
- Participation : Le plus large public sera encouragé à participer au design, développement, mise en place, maintenance et aide aux utilisateurs[4].